# Santo Domingo, Atzalan
Santo Domingo är en ort i Mexiko.   Den ligger i kommunen Atzalan och delstaten Veracruz, i den sydöstra delen av landet, 220 km öster om huvudstaden Mexico City. Santo Domingo ligger 1 018 meter över havet och antalet invånare är 492.
Terrängen runt Santo Domingo är kuperad åt nordost, men åt sydväst är den bergig. Runt Santo Domingo är det ganska tätbefolkat, med 100 invånare per kvadratkilometer. Närmaste större samhälle är Atzalan, 15,2 km sydväst om Santo Domingo. I omgivningarna runt Santo Domingo växer i huvudsak städsegrön lövskog.